# Lamin (North Bank Region)
Lamin ist eine Ortschaft im westafrikanischen Staat Gambia.
Nach einer Berechnung für das Jahr 2013 leben dort etwa 1106 Einwohner, das Ergebnis der letzten veröffentlichten Volkszählung von 1993 betrug 886.

## Geographie
Lamin liegt am nördlichen Ufer des Gambia-Flusses in der North Bank Region, Distrikt Upper Niumi. Der Ort liegt an der Hauptstraße von Essau nach Albreda und Juffure. Auf der Straße liegt Essau in 26 Kilometer und sechs Kilometer Albreda entfernt.
Der Lamin Point liegt in der Nähe des Ortes.